# 卡爾·路德維希 (安哈特-貝恩堡-紹姆堡-霍伊姆)
卡爾·路德維希（德語：Karl Ludwig，1723年5月16日—1806年8月20日），安哈尔特-贝恩堡-绍姆堡-霍伊姆親王，1772年至1806年在位。

## 家庭
1765年，卡爾·路德維希與索爾姆斯-布勞恩費爾斯親王斐迪南的妹妹阿瑪莉埃·艾蕾諾爾（Amalie Eleonore）結婚，兩人共有3子2女：
1. 維克多二世（1767年—1812年）
2. 威廉·路德維希（1771年—1799年）
3. 阿歷克塞·克雷門斯（1772年—1776年），夭折
4. 索菲·夏洛特（1773年—1774年），夭折
5. 卡羅琳·烏爾里克（1775年—1782年），夭折